# Król z przypadku
Singh Is Kinng (hindi: सिंह इज़ किंग, urdu: سنگھ از کنگ, pendżabski: ਸਿੰਘ ਇਜ਼ ਕਿੰਗ) – indyjska komedia z 2008 roku. W rolach głównych Akshay Kumar i Katrina Kaif. Film został zrealizowano w Australii i Pendżabie. Reżyser – Anees Bazmee, autor Welcome, No Entry, Deewangee. W rolach drugoplanowych Om Puri, Sonu Sood i Ranvir Shorey.
Dodatkowe „n” w tytułowym słowie „king” – za radą numerologów, na znak szczęścia, powodzenia filmu.

## Fabuła
Pendżab. Cała wspólnota sikhów ma już dość Happy’ego – wnuka kierującego gurdwarą starca. Happy, roześmiany, beztroski, wciąż chcący komuś pomagać, kogoś uszczęśliwiać jest powodem wiecznego utrapienia. Zawsze niechcący coś zniszczy, przewróci, kogoś urazi swoimi żartami. Mieszkańcy wioski postanawiają się go pozbyć, wysyłając go do Australii. Ma sprowadzić stamtąd rzekomo krytycznie chorego na serce ojca jego syna – Lucky’ego, który zrobił w Australii karierę jako gangster. Przysparza to wiosce wstydu. Happy wyrusza z misją sprowadzenia marnotrawnego syna do Pendżabu razem z przyjacielem Rangeelą. Po drodze Lucky i Rangeela przez nieporozumienie lądują w Egipcie, gdzie Lucky poznaje i zakochuje się w Soni. Ich losy splatają się później niespodziewanie w Australii.

## Obsada
- Akshay Kumar – Happy Singh
- Katrina Kaif – Sonia
- Om Puri – Rangeela
- Kirron Kher – Rose Lady (mama Soni)
- Sonu Sood – Lucky Singh
- Ranvir Shorey – Puneet
- Javed Jaffrey – Mika Singh i ojciec Puneeta
- Neha Dhupia – Julie
- Gurpreet Guggi – przyjaciel Happy
- Yashpal Sharma – Pankaj Udaas
- Manoj Pahwa – Dilbah Singh
- Kamal Chopra – Guruji
- Eli Bernstein – Disco Dancer
- Amelia Shokar – jako dziecko
- Sudhanshu Pandey – Raftaar

## Muzyka i piosenki
Muzykę do filmu skomponował Pritam Chakraborty, autor muzyki do Kiedy ją spotkałem, Życie w... metropolii, Woh Lamhe, Hattrick (film), Just Married (film 2007), Bas Ek Pal,  Pyaar Ke Side Effects, Dhoom, Naksha, Dhoom 2, Apna Sapna Money Money, Garam Masala, Chocolate, Dhan Dhana Dhan Goal, Sing is Kinng czy W kółko.
Piosenkę Sing Is Kinng skomponował brytyjski zespół bhangra RDB. W tej tytułowej piosence po raz pierwszy w bollywoodzkim filmie występuje amerykański raper – Snoop Dogg.
| piosenkę                       | śpiewa                                       | min  | na ekranie przedstawia      |
| ------------------------------ | -------------------------------------------- | ---- | --------------------------- |
| Singh Is Kinng                 | Snoop Dogg, DPGC, RDB, Akshay Kumar          | 4:55 | Akshay Kumar i Snoop Dogg   |
| Jee Karda                      | Labh Janjua, Suzanne D'Mello(a.k.a. Suzi Q.) | 4:51 | Akshay Kumar i Katrina Kaif |
| Bas Ek Kinng                   | Mika Singh, Neeraj Shridhar                  | 4:41 | Akshay Kumar i Lucky's Gang |
| Bhootni ke                     | Daler Mehndi                                 | 5:02 | Akshay Kumar                |
| Teri Ore                       | Rahat Fateh Ali Khan, Shreya Ghosal          | 5:40 | Akshay Kumar i Katrina Kaif |
| Talli Hua                      | Neeraj Shridhar, Labh Janjua                 | 4:50 | Akshay Kumar i Katrina Kaif |
| Bas Ek Kinng – Tiger Style Mix | Mika Singh, Neeraj Shridhar, HardKaur        | 4:04 |                             |
| Bhootni Ke – Tiger Style Mix   | Mika Singh                                   | 4:45 |                             |
| Talli Hua – Jay Dabhi Mix      | Neeraj Shridhar, Labh Janjua                 | 4:33 |                             |
| Jee Karda – Remix By Hyacinth  | Labh Janjua, Suzanne D'Mello(a.k.a. Suzi Q)  | 4:52 |                             |
| Teri Ore – Lounge Mix          | Rahat Fateh Ali Khan, Shreya Ghosal          | 6:09 |                             |
| Bhootni Ke – Remix             | Daler Mehndi                                 | 3:54 |                             |

## Reakcja wspólnoty sikhów na film
Przed premierą filmu sikhijska wspolnóta w Mumbaju wyraziła zadowolenie ze sposobu, w jaki w filmie przedstawiono sikhów.. Jednak w sierpniu 2008 komitet gurdwary delhijskiej zakazał oglądania filmu, uznając go za ośmieszający wspólnotę sikhijską. Wystosował list do premier Delhi Sheila Dikshit z prośbą o zakaz projekcji filmu. Odtwórca głównej roli Akshay Kumar wziął udział w dyskusji z osobistościami sikhijskiej gurdwary przekonując sikhów o pozytywnym przekazie filmu (jego zdaniem film pokazuje „jak silna i dzielna jest wspólnota sikhów”). Zgodnie z sugestiami sikhów w filmie wprowadzono 12 zmian. Na początku filmu jest też informacja, że nie jest to film religijny, ale komercyjny, służący rozrywce”. Mimo to radykalna organizacja sikhijska wezwała do protestu. Pierwszy pokaz filmu w Amritsarze został przerwany przez kilku sikhów, którzy zniszczyli salę filmową.

## O twórcach filmu
- Katrina Kaif wystąpiła z Akshay Kumarem w parze także w Namastey London, Humko Deewana Kar Gaye i  Welcome (ten ostatni tego samego reżysera).